# غوستاف هوفمان
غوستاف هوفمان (بالألمانية: Gustav Hofmann ) (و. 1921 – 2015 م) هو فيزيائي، وعالم أرصاد جوية، وأستاذ جامعي من ألمانيا .
توفي عن عمر يناهز 94 عاماً.

## مناصب وهيئات
أدار جامعة لودفيغ ماكسيميليان في ميونخ، وجامعة كولونيا.